# Anomalon constrictum
Anomalon constrictum är en stekelart som beskrevs av Dasch 1984. Anomalon constrictum ingår i släktet Anomalon och familjen brokparasitsteklar. Inga underarter finns listade i Catalogue of Life.